# Boala Haglund
Boala Haglund numită și sindromul Haglund, deformația Haglund, exostoză retrocalcaneană, apofizită retrocalcaneană, talalgie posterioară, bursita retroahiliană, este o inflamație dureroasă a călcâiului cauzată de o exostoză, iritată de încălțăminte, care apare la unghiul postero-superior al calcaneului la locul de inserție a tendonului ahilian. În afară de tendonul lui Ahile, sunt de asemenea interesate bursele seroase preahiliene (retrocalcaneeene) și retroahiliene (subcutanate).  Apare de obicei la femei tinere care poartă toc foarte înalt, forțând piciorul în equinus (flexiune plantară exagerată a piciorului în articulația gleznei). Durerea apare când pacientul este încălțat, tumefacția posterioară a calcaneului intrând în contact cu ștaiful încălțămintei. În forme mai evoluate, pacientul este obligat să poarte pantofi fără ștaif, sau chiar saboți. În stadiul avansat, durerea devine cronică și permanentă, jenând mersul. Călcâiul este mărit în volum cu bursele preahiliană și retroahiliană hipertrofiate, și tegumentele de pe fața postero-externă a călcâiului iritate și îngroșate, de culoare vânătă. Palparea călcâiului este dureroasă la presiune. Bursele seroase ale tendonului Ahile se pot infecta și se fistulizează în piele. Flexiunea dorsală și flexiunea plantară a piciorului sunt dureroase. Diagnosticul este confirmat prin radiografiile standard, prin ecografie sau, mai bine, prin IRM (imagistică prin rezonanță magnetică),  care arată anomaliile morfologice ale calcaneului. Tratamentul preventiv constă în purtarea de încălțămintea ortopedică adaptată calcaneului. Curativ se folosesc antiinflamatoare local, sau se pot face infiltrații locale cu derivate cortizonice sau röntgenterapie. La nevoie, se indică rezecția exostozei urmată de imobilizare în aparat gipsat pentru două săptămâni, cu piciorul în equinus. Denumirea  bolii este dată în cinstea ortopedului suedez Sims Emil Patrik Haglund (1870-1937).